# Слобозерка
Слобозерка — небольшая река в России, протекает по северо-западу Холмогорского района Архангельской области. Длина реки составляет 10 км.
Берёт начало от слияния рек Елоуша и Сосновка на высоте 60,6 м. Впадает в озеро Слободское (исток реки Кехты) на высоте 49,8 м.

## Данные водного реестра
По данным государственного водного реестра России относится к Двинско-Печорскому бассейновому округу, водохозяйственный участок реки — Северная Двина от впадения реки Вага и до устья, без реки Пинега, речной подбассейн реки — Северная Двина ниже места слияния Вычегды и Малой Северной Двины. Речной бассейн реки — Северная Двина.
Код объекта в государственном водном реестре — 03020300412103000039340.